# Orgullo de Beirut
El Orgullo de Beirut es un festival LGBTI anual organizado en Beirut, capital del Líbano. El desfile inaugural se celebró el 21 de mayo de 2017 y se convirtió en el primer Orgullo LGBT del mundo árabe.
La edición de 2018 empezó el 12 de mayo y estaba planeada para finalizar el 20 de mayo, pero la detención el 15 de mayo del organizador, Hadi Damien, hizo que las actividades siguientes se cancelaran.